# Las Wolski

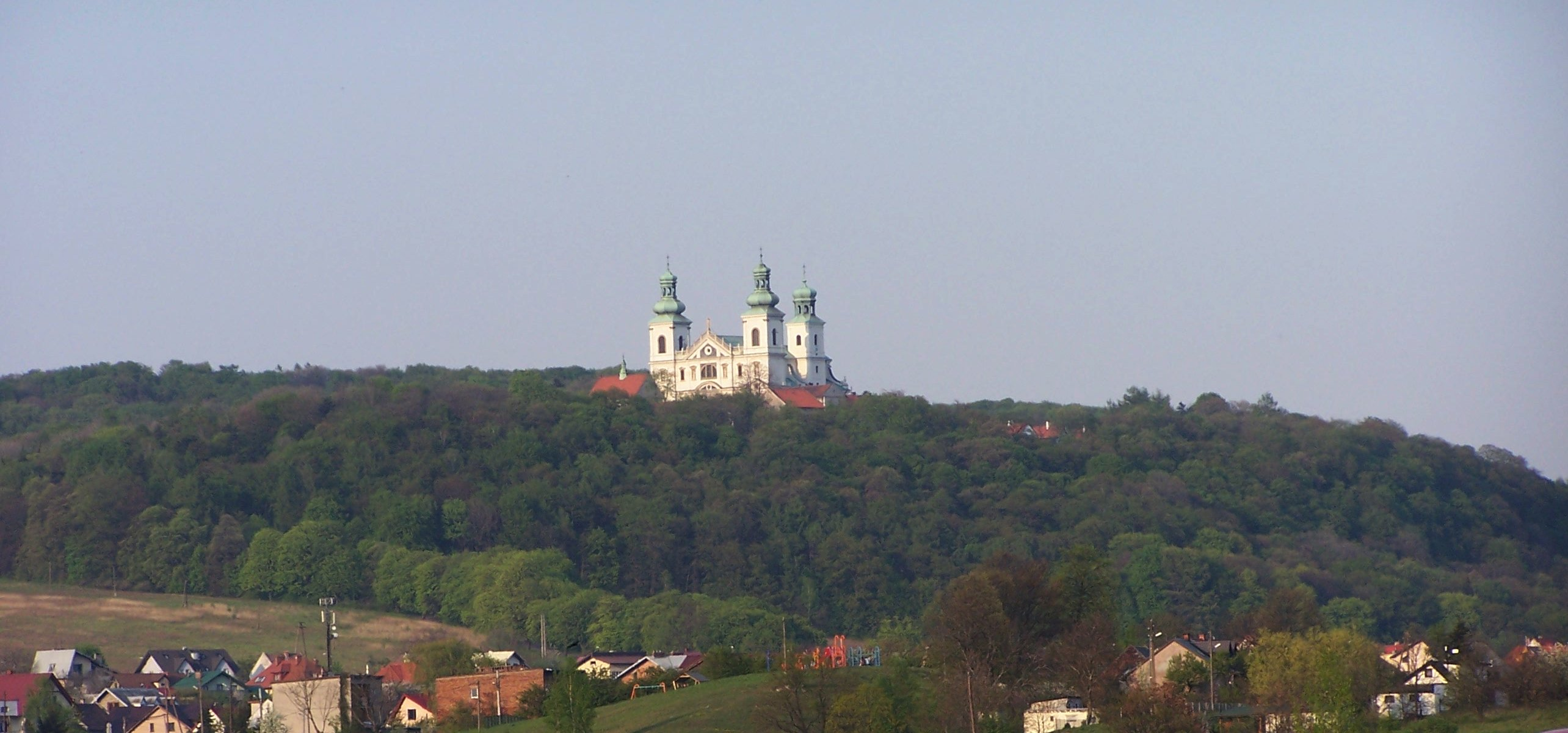
Las Wolski od strony autostrady A4 (E40)

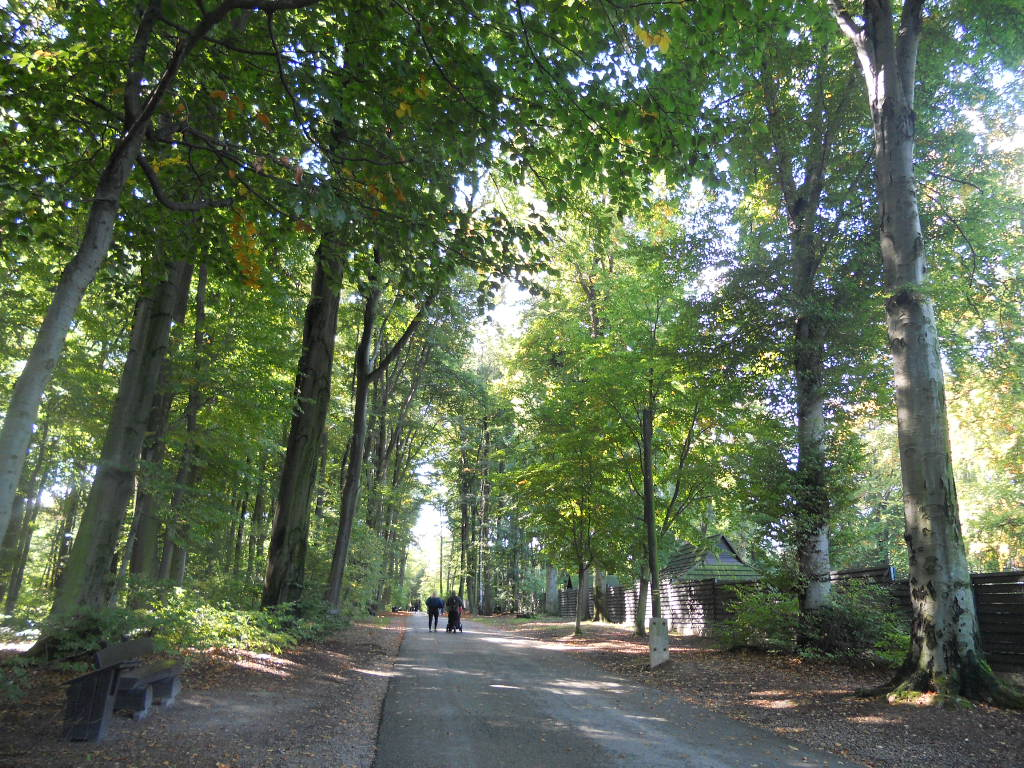
Aleja Żubrowa w Lesie Wolskim

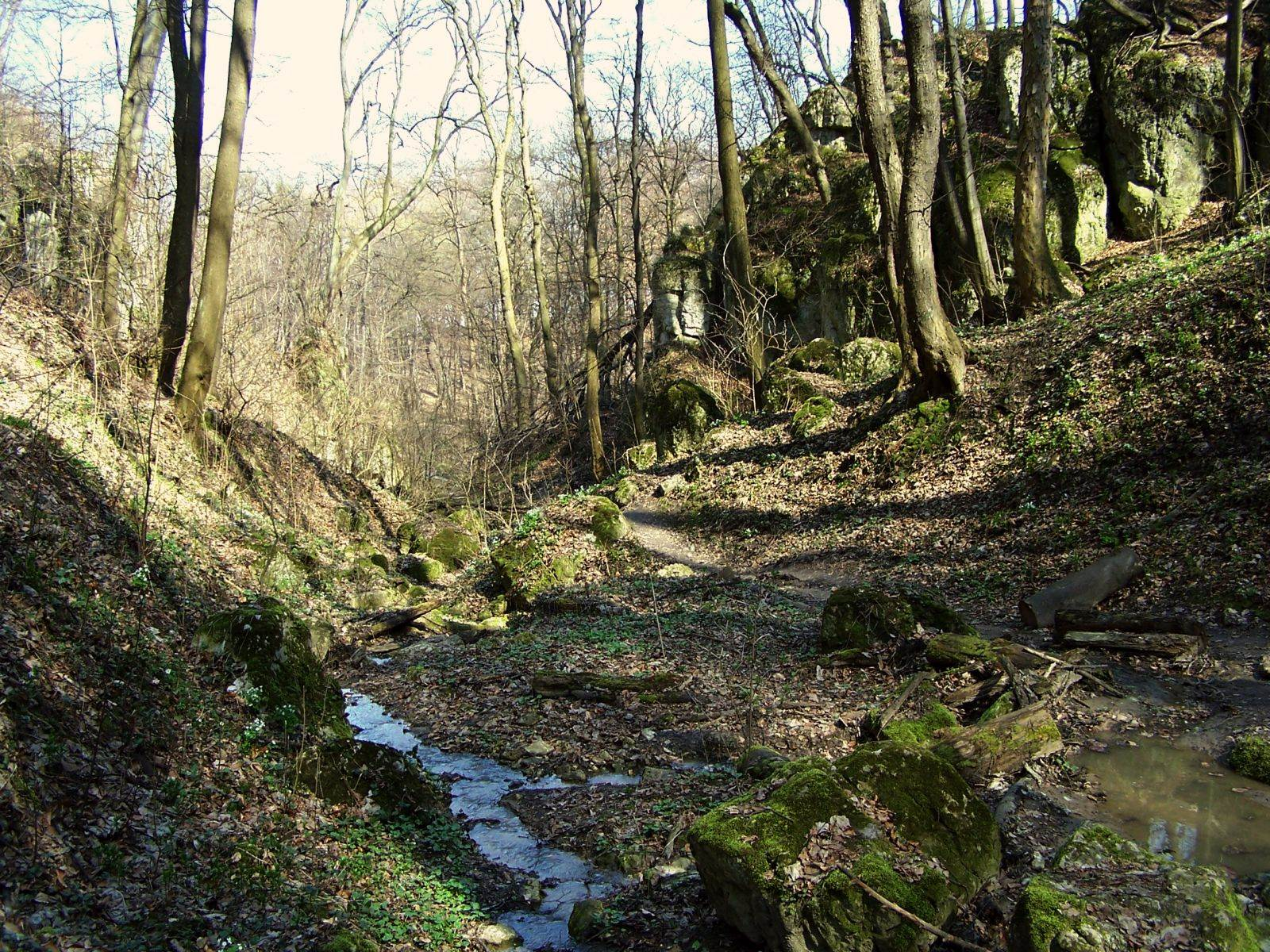
Jeden z licznych wąwozów

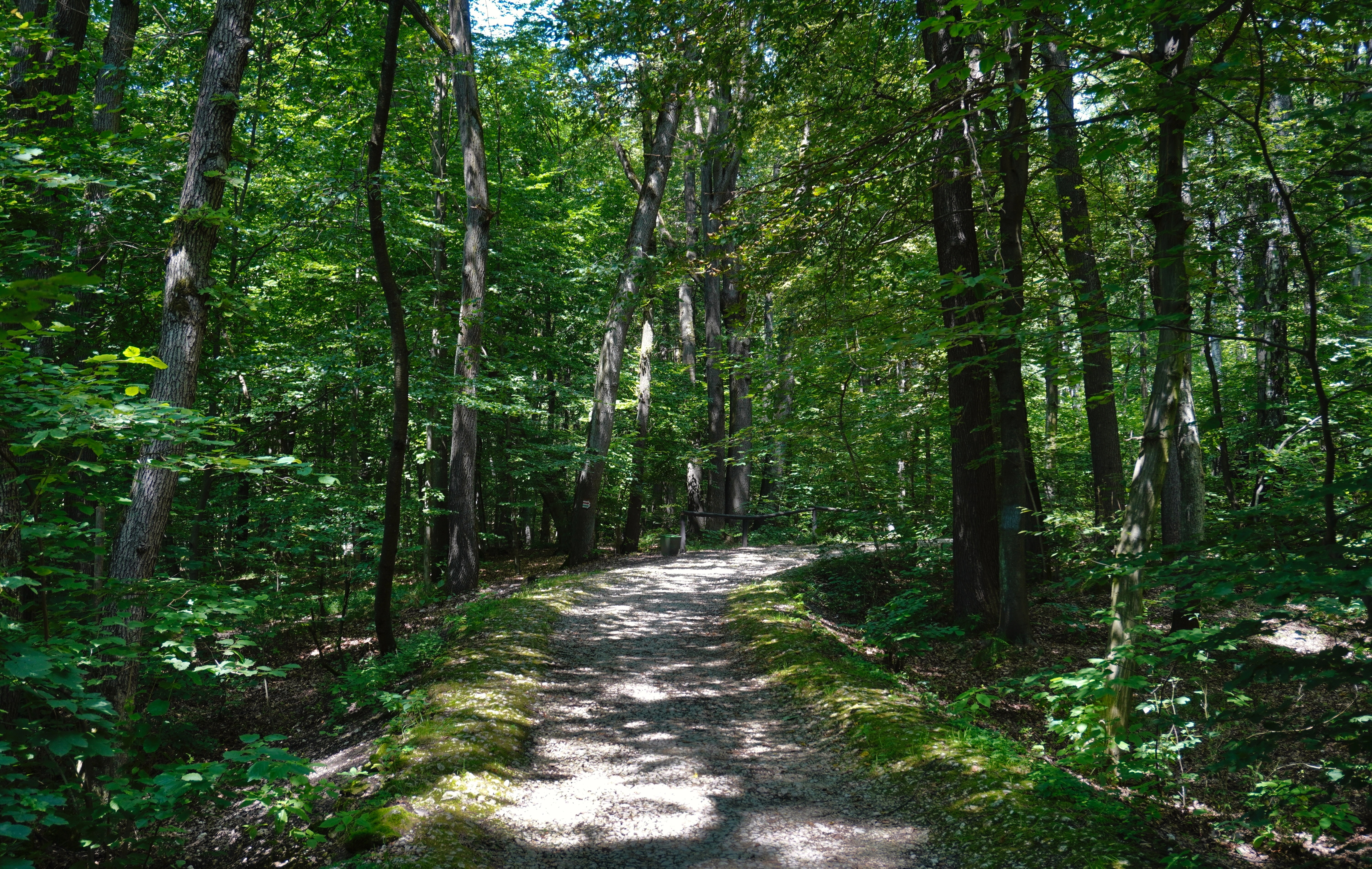
Droga leśna w okolicy Kopca Piłsudskiego

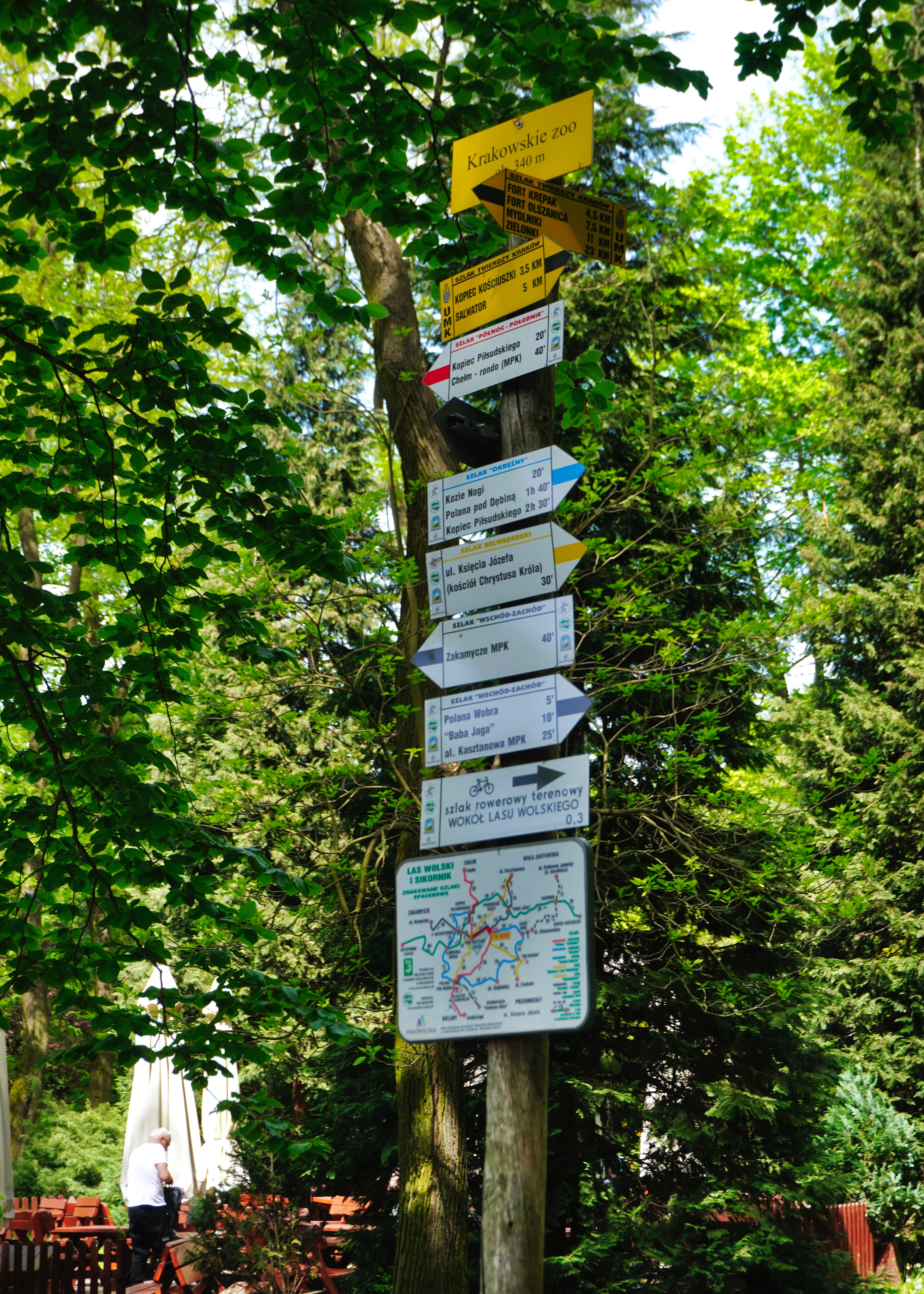
Drogowskazy szlaków turystycznych przy ZOO

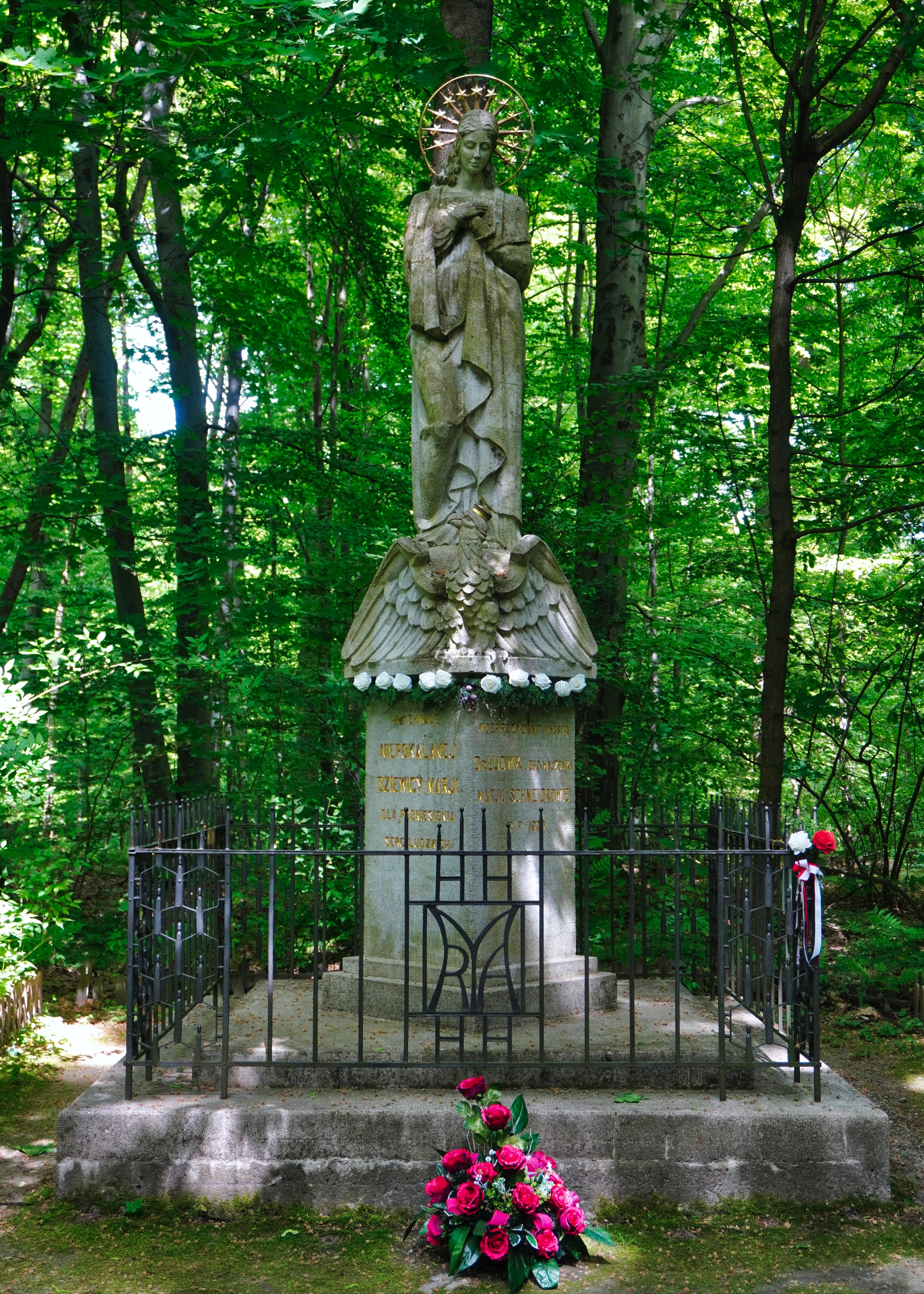
Figura Matki Boskiej Niepokalanie Poczętej

Uroczysko Las Wolski, popularnie: Lasek Wolski – obszar leśny w zachodniej części Krakowa, pełniący funkcje rekreacyjne. Obejmuje powierzchnię 419 ha. Stanowi fragment Lasów Miejskich Krakowa. W lesie urządzono krakowskie zoo.
W lesie położonych jest kilka polan wypoczynkowych – największa Polana Juliusza Lea (o pow. 2,42 ha), ponadto Polana na Sowińcu, Polana im. Wincentego Wobra, Polana im. Jacka Malczewskiego, Polana Bielańska, Polana Harcerska.
Sieć ścieżek spacerowych liczy ok. 40 km długości, część z nich jest oznakowana. Infrastrukturę turystyczną uzupełniają parkingi i obiekty gastronomiczne.
W 1917 roku teren lasu został zakupiony przez Kasę Oszczędności Miasta Krakowa i przekazany miastu z przeznaczeniem na park ludowy.

## Przyroda
Las Wolski porasta najwyższe wzgórza Pasma Sowińca (Sowiniec – 358 m n.p.m., Pustelnik – 352 m, Ostra Góra – 347 m, Srebrna Góra – 317 m). Urozmaicona rzeźba terenu jest rezultatem stosunkowo dużych wysokości względnych. Stoki porozcinane są głęboko wciętymi wąwozami i parowami (od południa: Skowronków Dół, Wroni Dół, Łupany Dół; od zachodu: Mokry Dół, Gomółczy Dół; od północy: Zielony Dół, Wolski Dół; od wschodu: Poniedziałkowy Dół, Wilczy Dół i inne mniejsze), w górnych partiach o łagodniejszych zboczach. Górują nad nimi jurajskie skałki wapienne.
W Lesie Wolskim występują 32 gatunki drzew. Dominują siedliskowe typy lasu wyżynnego i mieszanego wyżynnego zajmujące odpowiednio 61% i 39% obszaru. Skład gatunkowy drzewostanu jest zbliżony do naturalnego, dzięki czemu ma wysokie wartości krajobrazowe. Drzewostany z dominującym dębem, bukiem i brzozą zajmują około 89% obszaru. Są to lasy brzozowo-dębowe, brzozowo-dębowo-bukowe, dębowe wielogatunkowe, lite buczyny, buczyny wielogatunkowe i brzeziny wielogatunkowe. Miejscowe gospodarstwo leśne odpowiada za utrzymanie trwałości drzewostanu poprzez zabiegi hodowlane takie jak cięcia pielęgnacyjne, inicjowanie odnowień czy cięcia sanitarne. Leśnicy dążą do zachowania drzew starych, dziuplowatych i zasiedlonych przez ptaki.

## Zabytki i atrakcje turystyczne
- erem i kościół kamedułów, wczesnobarokowy (pocz. XVII w.), na Srebrnej Górze (Bielany)
- ogród zoologiczny działający od 1929 r.
- Willa Baszta w Przegorzałach – oryginalna budowla w kształcie półrotundy zaprojektowana przez Adolfa Szyszko-Bohusza (1928)
- Zamek w Przegorzałach – duża budowla wzniesiona obok willi Rotunda przez Niemców w czasie II wojny światowej (na wzór pałacu Belweder) na skraju Skałek Przegorzalskich w Przegorzałach
- kopiec Piłsudskiego – wzniesiony w latach 1934–1937, wysokości ok. 35 m
- Pawilon Okocimski – modernistyczny pawilon wzniesiony w 1936 r., obecnie znajduje się w nim Centrum Edukacji Ekologicznej „Symbioza”[3]
- rezerwaty przyrody:
  - Bielańskie Skałki – rezerwat ścisły, florystyczny o pow. 1,73 ha, zał. w 1950; murawy kserotermiczne
  - Panieńskie Skały – rezerwat leśny i krajobrazowy o pow. 6,41 ha, zał. w 1953; głębokie parowy wytworzone w lessie z licznymi skałkami o fantastycznych kształtach; fragment naturalnego lasu bukowego z domieszką dębu, sosny, grabu i jaworu
  - Skałki Przegorzalskie – rezerwat ścisły, florystyczny o pow. 1,38 ha, zał. w 1959; las mieszany z przewagą dębu i krzewów ciepłolubnych: leszczyn, tarnin, irg, berberysów, dzikich róż i in., murawy kserotermiczne.

## Skały i jaskinie
W Lesie Wolskim jest wiele zbudowanych z wapieni wychodni. Największe z nich to Panieńskie Skały, Bielańskie Skałki, Wolski Murek i Kawalerskie Skały. Panieńskie Skały i Bielańskie Skałki to rezerwaty przyrody i wspinaczka na nich jest zabroniona. Uprawiana jest natomiast wspinaczka na Wolskim Murku i Kawalerskich Skałach.
W Lesie Wolskim znajduje się kilka niewielkich jaskiń i schronisk. W skałach parowu Zielony Dół znajdują się Jaskinia w Lesie Wolskim, Jaskinia w Zielonym Dole i Schronisko w Zielonym Dole. W Kawalerskich Skałach znajduje się Szczelina przed Gajówką, a w niewielkich skałach na zachód od Kawalerskich Skał Szczelina pod Gajówką. Na Srebrnej Górze jest Kawerna Bielany i Schronisko pod wsią Bielany.

## Szlaki turystyczne
Chełm – Kopiec Piłsudskiego – Ogród Zoologiczny – Polana pod Dębiną – Bielany (Wodociągi)
 Szlak Dwóch Kopców: Salwator – Kopiec Kościuszki – Sikornik – Panieńskie Skały – Kopiec Piłsudskiego – Zakamycze – Kryspinów
 Wola Justowska (al. Kasztanowa) – Panieńskie Skały – Wolski Dół – Ogród Zoologiczny – Łupany Dół – Polana pod Dębiną
 Przegorzały – Ogród Zoologiczny
 Kopiec Piłsudskiego – Polana pod Dębiną – Kozie Nogi – Ogród Zoologiczny
 Wola Justowska (strzelnica) – Sikornik – Kozie Nogi
 Wola Justowska (al. Kasztanowa) – Ogród Zoologiczny – Zakamycze
 Polana pod Dębiną – Bielańskie Skałki – Bielany (Srebrna Góra)
Przez Las Wolski przebiega również odcinek pętli północnej szlaku Twierdzy Kraków.

## Dojazd
Linia autobusowa 134 kursuje pod zoo z przystanku Cracovia Stadion, natomiast linia 102 z Krowodrzy Górki, przez ulicę Piastowską, w kierunku Zakamycza, z którego do Lasu Wolskiego można dojść od strony kopca Piłsudskiego. Dla samochodów są dwa parkingi przy ulicy Leśnej: na Łysej Górze i przed Ogrodem Zoologicznym.